# Gabriel Zucman
Gabriel Zucman (30 de octubre de 1986, París, Francia) es un economista francés. Es catedrático en la Universidad de California en Berkeley desde 2015. Es conocido sobre todo por sus trabajos sobre las desigualdades sociales y de ingresos y los paraísos fiscales.

## Biografía
Gabriel Zucman se une a la ENS Cachan en 2005 (concurso de ciencias sociales). Estudia en la Escuela de Economía de París y obtiene el máster "Análisis y Político económico" en 2008. Recibe su doctorado en ciencias económicas en la EHESS en 2013. Redacta su tesis "Tres pruebas sobre el reparto mundial de las fortunas" bajo la dirección de Thomas Piketty.
Después de haber efectuado un posdoctorado en Berkeley (2013-2014), Zucman enseña economía en la London School of Economics de 2014 a 2015. Vuelve luego a Berkeley donde es nombrado profesor asistente.
Es igualmente investigador afiliado al Centre for Economic Policy Research desde 2014 y al National Bureau of Economic Research desde 2015.
En octubre de 2017, en una tribuna publicada en el periódico Le Monde, Zucman explica que el “impuesto plano” es una bomba de tiempo para las finanzas públicas", cree que "el impuesto fijo único del 30% sobre el ingreso de capital, medida emblemática del programa presidencial de Macron, costará mucho más dinero a Bercy que el 1.5 millar de euros presupuestados".
En diciembre de 2017, el World Inequality Lab, en donde Gabriel Zucman es miembro del comité ejecutivo, publica el Informe mundial sobre la desigualdad 2018 que es entonces mundialmente comentado por la prensa.
De 2017 a 2018, es profesor invitado en Stanford.

## Premios
El 29 de mayo de 2018 recibe el Premio del mejor joven economista de Francia (Prix du meilleur jeune économiste de France), premio otorgado por Le Monde y el Círculo de economistas de Francia.
El 2 de mayo de 2023 recibe la prestigiosa Medalla John Bates Clark, el más alto galardón de la Asociación Estadounidense de Economía.

## Obra publicada
- La richesse cachée des nations : Enquête sur les paradis fiscaux {Seuil, 2013}
- The Hidden Wealth of Nations, University of Chicago Press, {2015}

## Reportes
- Global Tax Evasion Report por Annette Alstadsæter, Sarah Godar, Panayiotis Nicolaides, and Gabriel Zucman {EU Tax Observatory|reporte anual}.
- A blueprint for a coordinated minimum effective taxation standard for ultra-high-net-worth individuals {Commissioned by the Brazilian G20 presidency|June 25th, 2024}.

## Popularidad política
Sus trabajos son particularmente influyentes dentro de los medios políticos de izquierda (Francia Insumisa lo cita regularmente) y altermundialistas como Attac.